# Нефтеперерабатывающий завод

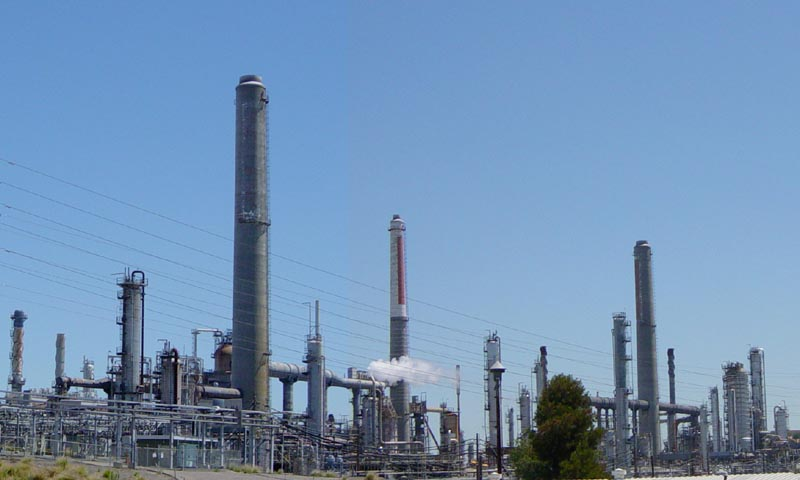
Нефтеперерабатывающий завод PBF Energy в городе Мартинес в штате Калифорния в США.

Нефтеперераба́тывающий заво́д — промышленное предприятие, основной функцией которого является переработка нефти в бензин, авиационный керосин, мазут, дизельное топливо, смазочные масла, смазки, битумы, нефтяной кокс, сырьё для нефтехимии. Производственный цикл НПЗ обычно состоит из подготовки сырья, первичной перегонки нефти и вторичной переработки нефтяных фракций: каталитического крекинга, каталитического риформинга, коксования, висбрекинга, гидрокрекинга, гидроочистки и смешения компонентов готовых нефтепродуктов.
Обычно на нефтеперерабатывающем заводе или рядом с ним имеется нефтебаза для хранения поступающего сырья для сырой нефти, а также больших объёмов жидких продуктов.
НПЗ характеризуются по следующим показателям:
- Вариант переработки нефти: топливный, топливно-масляный и топливно-нефтехимический.
- Объём переработки (в млн тонн).
- Глубина переработки (выход нефтепродуктов в расчёте на нефть, в % по массе за минусом топочного мазута и газа).

По данным журнала «Нефть и газ», в мире на 31 декабря 2014 года работало 636 нефтеперерабатывающих заводов общей мощностью 87,75 млн баррелей (13 951 000 м³). Джамнагарский нефтеперерабатывающий завод в Индии является крупнейшим нефтеперерабатывающим заводом с 25 декабря 2008 года с мощностью переработки 1,24 млн баррелей (197 000 м³). В 2020 году общая мощность мировых НПЗ по сырой нефти составляла около 101,2 млн баррелей в сутки.

## История
Нефтепереработка заводским способом впервые была осуществлена в России: в 1745 году рудознатец Фёдор Савельевич Прядунов получил разрешение на добычу нефти со дна реки Ухта и построил примитивный нефтеперегонный завод, хронологически — первый в мире. Собрав с речной поверхности 40 пудов нефти, Прядунов в 1748 доставил её в Москву и в лаборатории Берг-коллегии осуществил перегонку, получив керосиноподобный продукт.
В 1823 году возле аула Акки-Юрт, вблизи города Моздока заработал нефтеперегонный куб, изобретенный крепостным крестьянином Василием Алексеевым Дубининым и его братьями — Герасимом и Макаром. Завод братьев Дубининых представлял собой установку, состоящую из кирпичной печи, нагревающей железный куб с нефтью ёмкостью примерно на 492 литра, змеевика, проходящего через «холодильник» (деревянную бочку с охлаждающей водой) и в котором конденсировались пары керосина, и ёмкости для готового керосина. Завод проработал более 20 лет и явился родоначальником нефтеперегонных предприятий, возникших позднее в России и других странах.
Значительно более совершенным стал завод, основанный Василием Александровичем Кокоревым. В 1857 году В. А. Кокорев, Н. Е. Торнау и Н. А. Новосельский основали акционерное «Закаспийское торговое товарищество» с капиталом 2 млн руб., позднее к ним присоединился и предприниматель П. И. Губонин. Товарищество купило 12 десятин земли в Сураханах вблизи Баку для сооружения завода по производству осветительного масла. Завод был убыточным и вскоре Василий Кокорев пригласил для «оказания консультаций» Василия (Вильгельма) Эйхлера. Эйхлер предложил Кокареву отказаться от использования в качестве сырья кира (пропитанная выветрившейся нефтью минеральная вода) и от технологического проекта, разработанного в Германии, а завод перевести на переработку самой нефти. Эйхлер рекомендовал также очищать керосин. Построенный по проекту Либиха завод был ликвидирован, а новый завод, построенный на той же территории, был спроектирован по схеме братьев Дубининых.
Вместо немецких чугунных реторт были установлены 17 железных кубов периодического действия, а для более равномерного нагрева нефти шарообразные паровые котлы были заменены цилиндрическими. Впервые в технологический процесс получения керосинового дистиллята была внедрена его очистка щелочным раствором. В результате этих преобразований выход готового продукта увеличился почти вдвое.
В 1863 году Кокорев пригласил в Сураханы Дмитрия Менделеева. Менделеев с Эйхлером провели целую серию опытных перегонок. Были внесены существенные изменения в конструкцию перегонных кубов, внедрены в производство проточные холодильники и разработана новая технология очистки. Результатом проведенных исследований и преобразований стало то, что «Сураханский завод стал давать доход, несмотря на то, что цены керосина стали падать».

## Профили НПЗ
На сегодняшний день границы между профилями стираются, предприятия становятся более универсальными. Например, наличие каталитического крекинга на НПЗ позволяет наладить производство полипропилена из пропилена, который получается в значительных количествах при крекинге, как побочный продукт.
В российской нефтеперерабатывающей промышленности выделяют три профиля нефтеперерабатывающих заводов, в зависимости от схемы переработки нефти: топливный, топливно-масляный, топливно-нефтехимический.

### Топливный профиль
На НПЗ топливного профиля основной продукцией являются различные виды топлива и углеродных материалов: моторное топливо, мазуты, горючие газы, битумы, нефтяной кокс и т. д.
Набор установок включает в себя: обязательно — перегонку нефти, риформинг, гидроочистку; дополнительно — вакуумную дистилляцию, каталитический крекинг, изомеризацию, гидрокрекинг, коксование и т. д.
Примеры НПЗ: МНПЗ, Ачинский НПЗ и т. д.

### Топливно-масляный профиль
На НПЗ топливно-масляного профиля помимо различных видов топлив и углеродных материалов производятся смазочные материалы: нефтяные масла, смазки, твердые парафины и т. д.
Набор установок включает в себя: установки для производства топлив и установки для производства масел и смазок.
Примеры: Омский нефтеперерабатывающий завод, Ярославнефтеоргсинтез, Лукойл-Нижегороднефтеоргсинтез и т. д.

### Топливно-нефтехимический профиль
На НПЗ топливно-нефтехимического профиля помимо различных видов топлива и углеродных материалов производится нефтехимическая продукция: полимеры, реагенты и т. д.
Набор установок включает в себя: установки для производства топлив и установки для производства нефтехимической продукции (пиролиз, производство полиэтилена, полипропилена, полистирола, риформинг, направленный на производство индивидуальных ароматических углеводородов, и т. д.).
Примеры: Салаватнефтеоргсинтез; Уфанефтехим.

## Подготовка сырья
Сначала производится обезвоживание и обессоливание нефти на специальных установках для выделения солей и других примесей, вызывающих коррозию аппаратуры, замедляющих крекинг и снижающих качество продуктов переработки. В нефти остаётся не более 3—4 мг/л солей и около 0,1 % воды. Затем нефть поступает на первичную перегонку.

## Первичная переработка — перегонка
Жидкие углеводороды нефти имеют различную температуру кипения. На этом свойстве основана перегонка.
При нагреве в ректификационной колонне до 350 °C из нефти последовательно с ростом температуры выделяются различные фракции. Нефть на первых НПЗ перегоняли на следующие фракции: прямогонный бензин (он выкипает в интервале температур 28—180°С), реактивное топливо (180—240 °С) и дизельное топливо (240—350 °С). Остатком перегонки нефти был мазут. До конца XIX века его выбрасывали как отходы производства.
Для перегонки нефти обычно используют пять ректификационных колонн, в которых последовательно выделяются различные нефтепродукты. Выход бензина при первичной перегонке нефти незначителен, поэтому проводится её вторичная переработка для получения большего объёма автомобильного топлива.

## Вторичная переработка —крекинг
Вторичная переработка нефти проводится путём термического или химического каталитического расщепления продуктов первичной нефтеперегонки для получения большего количества бензиновых фракций, а также сырья для последующего получения ароматических углеводородов — бензола, толуола и других. Одна из самых распространенных технологий этого цикла — крекинг (англ. cracking — расщепление).
В 1891 году инженеры В. Г. Шухов и С. П. Гаврилов предложили первую в мире промышленную установку для непрерывной реализации термического крекинг-процесса: трубчатый реактор непрерывного действия, где по трубам осуществляется принудительная циркуляция мазута или другого тяжелого нефтяного сырья, а в межтрубное пространство подаются нагретые топочные газы.
Выход светлых составляющих при крекинг-процессе, из которых затем можно приготовить бензин, керосин, дизельное топливо, составляет от 40—45 до 55—60 %. Крекинг-процесс позволяет производить из мазута компоненты для производства смазочных масел.
Каталитический крекинг был открыт в 30-е годы XX века. Катализатор отбирает из сырья и сорбирует на себе прежде всего те молекулы, которые способны достаточно легко дегидрироваться (отдавать водород). Образующиеся при этом непредельные углеводороды, обладая повышенной адсорбционной способностью, вступают в связь с активными центрами катализатора. Происходит полимеризация углеводородов, появляются смолы и кокс. Высвобождающийся водород принимает активное участие в реакциях гидрокрекинга, изомеризации и др.. Продукт крекинга обогащается легкими высококачественными углеводородами и в результате получается широкая бензиновая фракция и фракции дизельного топлива, относящиеся к светлым нефтепродуктам. В итоге получаются углеводородные газы (20 %), бензиновая фракция (50 %), дизельная фракция (20 %), тяжелый газойль и кокс.

## Гидроочистка
Гидроочистку осуществляют на гидрирующих катализаторах с использованием алюминиевых, кобальтовых и молибденовых соединений. Один из наиболее важных процессов в нефтепереработке.
Задача процесса — очистка бензиновых, керосиновых и дизельных фракций, а также вакуумного газойля от сернистых, азотсодержащих, смолистых соединений и кислорода. На установки гидроочистки могут подаваться дистилляты вторичного происхождения с установок крекинга или коксования, в таком случае идет также процесс гидрирования олефинов. Мощность существующих в РФ установок составляет от 600 до 3000 тыс. т в год. Водород, необходимый для реакций гидроочистки, поступает с установок каталитического риформинга, либо производится на специальных установках.
Сырьё смешивается с водородсодержащим газом концентрацией 85—95 % об., поступающим с циркуляционных компрессоров, поддерживающих давление в системе. Полученная смесь нагревается в печи до 280—340 °C, в зависимости от сырья, затем поступает в реактор. Реакция идет на катализаторах, содержащих никель, кобальт или молибден под давлением до 50 атм. В таких условиях происходит разрушение сернистых и азотсодержащих соединений с образованием сероводорода и аммиака, а также насыщение олефинов. В процессе за счет термического разложения образуется незначительное (1,5—2 %) количество низкооктанового бензина, а при гидроочистке вакуумного газойля также образуется 6—8 % дизельной фракции. В очищенной дизельной фракции содержание серы может снизиться с 1,0 % до 0,005 % и ниже. Газы процесса подвергаются очистке с целью извлечения сероводорода, который поступает на производство элементарной серы или серной кислоты.

## Процесс Клауса(Окислительная конверсия сероводорода в элементную серу)
Установка Клауса активно применяется на нефтеперерабатывающих предприятиях для переработки сероводорода с установок гидрогенизации и установок аминной очистки газов для получения серы.

## Формирование готовой продукции
Бензин, керосин, дизельное топливо и технические масла подразделяются на различные марки в зависимости от химического состава. Завершающей стадией производства НПЗ является смешение полученных компонентов для получения готовой продукции требуемого состава. Также этот процесс называется компаундирование или блендинг.

## Значение НПЗ в экономике и военно-стратегической жизни государства
Государство, не имеющее НПЗ, как правило, зависимо от любого соседа, в котором он есть, так же на примере Белоруссии можно наблюдать, как 2 крупных НПЗ в Новополоцке и Мозыре формируют значительную часть бюджета государства.
В России нефтеперегонные предприятия часто формируют значительные части региональных бюджетов.
В военно-стратегическом плане НПЗ так же играет огромную роль и является, как правило, одним из главных объектов, по которым наносятся первыми ракетно-бомбовые удары наряду с важнейшими военными объектами, что делается с целью оставить противника без топлива.